# Frigyes Pesty

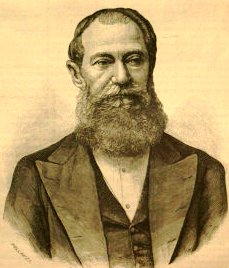
O imagine din perioada târzie a vieții lui Frigyes Pesty

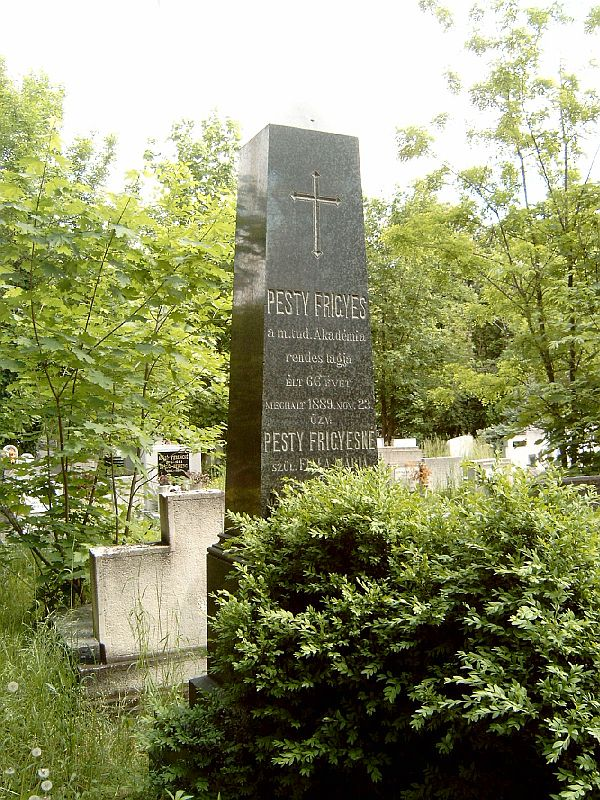
Mormântul lui Frigyes Pesty în Új köztemető din Budapesta: 114/10-1-70.

Frigyes Pesty (n. 23 martie 1823, Timișoara, Imperiul Austriac – d. 23 noiembrie 1889, Budapesta, Austro-Ungaria) a fost istoric, academician și politician maghiar.

## Biografie
Frigyes Pesty s-a născut la Timișoara, numele său original de familie fiind Pesthy. Din cauza unei erori a ofițerului de stare civilă, acesta a început să folosească numele Pesty. A urmat gimnaziul în orașul natal și liceul la Szeged, unde talentul său a fost remarcat și susținut de profesori. În 1846, s-a căsătorit cu Mária Fiala, cu care a avut patru fii și cinci fiice.
După întoarcerea la Timișoara, Pesty a lucrat la comenduirea garnizoanei locale. A fost activ în viața politică și culturală a comunității maghiare locale, devenind unul dintre liderii acesteia. În urma decretării stării de asediu în Timișoara la 12 octombrie 1848, în contextul Revoluției Maghiare din 1848, a fost obligat să părăsească orașul. În aprilie 1849 s-a alăturat guvernului revoluționar de la Debrețin, unde a lucrat în secția de justiție a Ministerul de Război condus de György Klapka.
După înfrângerea Revoluției, Pesty a fugit în Imperiul Otoman și s-a stabilit temporar la Vidin. Revenit în Ungaria din motive de sănătate, a fost arestat la Budapesta, dar eliberat în februarie 1850. Întors acasă, Pesty s-a îndreptat spre Mehadia pentru a-și recupera bunurile lăsate acolo. Fiind suspectat că ar cunoaște locația Bijuteriile Coroanei Ungariei⁠(d), a fost reținut și supus unui interogatoriu sub tortură timp de șase săptămâni la Orșova. După ce i s-a dovedit nevinovăția, i s-a permis să plece la Timișoara.
Între 1850 și 1864, Pesty a fost secretar al Camerei de Comerț din Timișoara. În paralel, a fost implicat în activități economice și statistice și a ocupat și funcția de secretar al Asociației Economice din oraș, începând cu 1857, participând la Congresul de Statistică de la Viena, în același an, și studiind industria minieră în zona Banatului și a Graniței militare bănățeane.
În 1858 a fondat revista Delejtű, cu acordul guvernatorului Voivodinei Sârbeaști și Banatului Timișan, Johann Coronini, care publica în principal articole despre științele naturale și economie. Scopul secret al publicației era de a pregăti reanexarea regiunii la Ungaria. Din acest motiv, Delejtű a fost interzis de mai multe ori. Casa lui Pesty a fost percheziționată, iar manuscrisele i-au fost confiscate. Noul guvernator, generalul Karl Bigot de Saint-Quentin, a ordonat arestarea lui Pesty și trimiterea sa în temniță, dar a fost nevoit să-l elibereze după emiterea Diplomei din Octombrie.
La 16 decembrie 1859 a fost ales ca membru corespondent al Academiei maghiare. În același an, Pesty a candidat la alegerile parlamentare în circumscripția Aradul Nou și a obținut un mandat de deputat în parlament. În 1861, a susținut prelegerea de inaugurare ca membru corespondent al Academiei Maghiare de Științe, cu tema Templierii în Ungaria.
În același an, un grup de cetățeni ai Timișoarei îi propune postul de primar al orașului. iar acesta refuză propunerea. La sfârșitul aceluiași an a fost ales deputat de Arad în Camera Reprezentanților.
A publicat mai multe lucrări istorice și economice, în aceeași perioadă, printre care Temesvár múltja (în română: Istoria Timișoarei) și A tatárjárás korabeli magyar nádorokról (în română: Despre palatinii unguri din perioada invaziei mongole). 
În 1862 a fost delegat din partea Camerei de Comerț la expoziția mondială de la Londra, unde stă timp de o lună, după care a întreprins un voiaj de documentare de câteva luni în Franța, Belgia și Germania de nord.
În anii următori, Frigyes Pesty a inițiat un amplu proiect de colectare a numelor toponimice. Ideea sa a fost acceptată și de două societăți științifice de mare prestigiu, Academia Maghiară și Erdélyi Múzeum-Egyesület⁠(d) (în română: Asociația Muzeului Transilvănean). Totuși, pentru această lucrare la scară largă, el a trebuit să obțină și sprijinul autorităților, respectiv Consiliul Regal al Guvernatorului Ungariei și Gubernium Transilvanicum, cărora le-a prezentat proiectul său la 2 februarie 1863. Aceste instituții, conștientizând importanța inițiativei, s-au angajat să organizeze colectarea folosind aparatul administrativ al țării.
Frigyes Pesty a alcătuit un ghid și un chestionar pentru a ajuta lucrarea, care a fost pregătit în maghiară, germană, română și slovacă. Cele două instituții au trimis instrucțiunea tuturor așezărilor, ordonând ca autoritățile locale să efectueze colectarea și distribuirea materialului completat. Colectarea a început în 1864, iar Pesty a putut să urmărească îndeaproape progresul lucrării, deorece în acel an a fost ales în calitate de secretar general al Primei Bănci Industriale Maghiare, nou înființată, și s-a mutat la Pesta. Lucrările au continuat și în anul următor, întrucât, acolo unde s-a primit puțin material sau nu s-a răspuns deloc la apel, autoritățile oficiale au solicitat o nouă colectare. Sarcina a fost îndeplinită în principal de notarii locali și notarii districtuali, iar, în anumite cazuri, au participat și învățători sau funcționari bisericești. Prezentările au fost, de obicei, autentificate de șefii administrațiilor locale, precum judecătorii și jurații. Pe lângă coordonarea acestui proiect, Pesty a continuat să scrie lucrări pe teme istorice și a avut în vedere utilizarea vastului material colectat în cercetările sale. Proiectul a constat în 67 de volume, dintre care doar unul a fost publicat în timpul vieții sale.
În ciclul parlamentar din perioada 1875–1878, a fost ales din nou deputat, reprezentând de această dată circumscripția Körmöcbánya.
Deși a fost un promotor semnificativ al studiilor privind locurile și numele geografice, nu a dedicat majoritatea lucrărilor sale exclusiv acestui subiect. În 1888, a publicat lucrarea Magyarország helynevei történeti, földrajzi és nyelvészeti tekintetben (în română: Numele locurilor din Ungaria din perspective istorică, geografică și lingvistică), care a rămas una dintre cele mai importante contribuții în domeniu.
Pe lângă aceasta, Pesty a publicat și articole în reviste precum Magyar Sajtó, Vasárnapi Ujság și Pesti Napló, în care a promovat colectarea și studiul numelor geografice. Între 1858 și 1864, aceste lucrări au abordat subiecte legate de importanța numelui de locuri și de cercetarea toponimică, subliniind importanța acestui domeniu pentru cunoașterea istoriei și geografiei naționale.
Deși în 1877 a fost ales membru titular al Academiei Maghiare de Științe, iar discursul său de investitură a fost centrat pe utilizarea numelui de locuri în cercetarea istorică, interesul său s-a îndreptat treptat către istoria medievală a Ungariei. Această schimbare de focus a contribuit semnificativ la dezvoltarea cercetărilor istorice ale perioadei medievale a Ungariei.
A decedat la 23 noiembrie 1889 la Budapesta.

## Lucrări

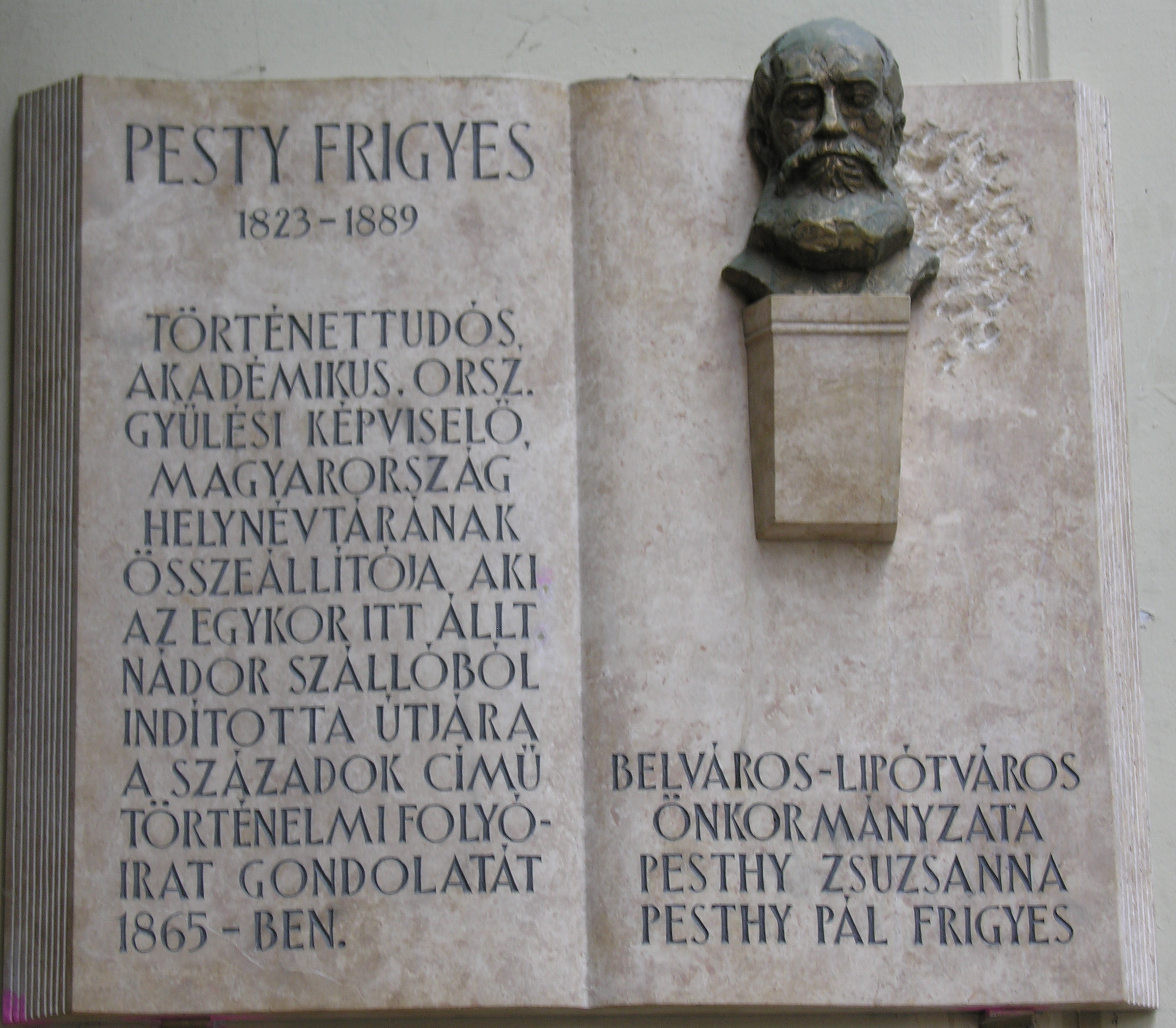
Placă memorială a lui Frigyes Pesty situată la Váci utca 20, în Belváros-Lipótváros, Budapesta.

### Principalele sale lucrări
- A perdöntő bajvívások története Magyarországon (Pest, 1868)
- A Temesi bánság elnevezésének jogosultsága (Pest, 1868)
- A világtörténelem napjai (Pest, 1870)
- A Szörény vármegyei hajdani oláh kerületek (Budapest, 1876)
- Brankovics György rácz despota birtokviszonyai (Budapest, 1877)
- A szörényi Bánság és Szörény vármegye története I-III. kötet (Budapest, 1877-78)
- A helynevek és a történelem (Budapest, 1878)
- Az eltűnt régi vármegyék (Budapest, 1880.) Reprint: 1989, Tudománytár sorozat
- Magyarországi várispánságok története különösen a XIII. században (1882)
- Krassó vármegye története (Budapest, 1882)
- Száz politikai és történeti levél Horvátországról (Budapest, 1885) Online
- Magyarország helynevei történeti, földrajzi és nyelvészeti tekintetben (Budapest, 1888)

### Publicații moderne ale colecției de toponime
- Kőhegyi Mihály – Solymos Ede: Észak-Bácska földrajzi nevei Pesty Frigyes kéziratos Helynévtárában. Baja, 1973 (A Bajai Türr István Múzeum kiadványai, 21.)
- Matijevics Lajos: A jugoszláviai Bácska víznevei Pesty Frigyes kéziratos gyűjteményében. In: Az újvidéki Bölcsészettudományi Kar Évkönyve, XVIII/2. évf. (1975) 559–570. old.
- Békés megye Pesty Frigyes helynévgyűjtésében. Bev., jegyz. és közzéteszi: Jankovich B. Dénes. Mutatók: Hévizi Sándor. Békéscsaba, 1983 (Forráskiadványok a Békés Megyei Levéltárból, 11.)
- Pesty Frigyes: Borsod vármegye leírása 1864-ben. Sajtó alá rendezte és a bevezető tanulmányt írta Tóth Péter. Miskolc, 1988 (Documentatio Borsodiensis, V.) ISBN: 963-01-2865-9
- Mizser Lajos: A Nagykállói járás Pesty Frigyes kéziratos helynévtárában, 1864. Nagykálló, 1994 (Helytörténeti Füzetek, 7.)
- Mizser Lajos: Szatmár vármegye Pesty Frigyes 1864–1866. évi Helynévtárában. Nyíregyháza, 2001 (A Szabolcs-Szatmár-Bereg Megyei Levéltár Kiadványai. II. Közlemények, 24.)
- Mizser Lajos: A Felső-Bodrogköz helynevei – 1864. = A Herman Ottó Múzeum Évkönyve, XLV. Szerk. Veres László – Viga Gyula. Miskolc, 2006. 445–462.
- Pesty Frigyes kéziratos helynévtárából 1864. Bihar vármegye. I–II. köt. Közzéteszi: Hoffmann István – Kis Tamás. Debrecen, 1996–1998 (A debreceni KLTE Magyar Nyelvtudományi Intézetének kiadványai, 65–66.)
- Asztalos István: Galga völgy földrajzi nevei Pesty Frigyes kéziratos helységnévtárában. Aszód, 1976 (Múzeumi Füzetek, 8. sz.)
- Pastinszky Miklós – Tapolcainé Sáray Szabó Éva: Pesty Frigyes 1864. évi helynévgyűjtése. Komárom megye.Tatabánya, (József Attila megyei Könyvtár), 1977
- Pesty Frigyes Kéziratos Helynévtárából I. Jászkunság. Közzéteszi: Bognár András. Kecskemét–Szolnok, 1978
- Pesty Frigyes Kéziratos Helynévtárából II. Külső-Szolnok. Közzéteszi: Bognár András. Kecskemét–Szolnok, 1979
- Asztalos István: A Gödöllői járás nyugati részének földrajzi nevei Pesty Frigyes kéziratos helységnévtárában. Aszód, 1979 (Múzeumi Füzetek, 13. sz.)
- Létay Miklós: Pesty Frigyes helynévtárának budapesti adatai. Budapest, 1986
- A Káli-medence helynevei Pesty Frigyes gyűjteményében; sajtó alá rend. Boros Edit; EKMK, Veszprém, 1987 (Helytörténeti füzetek)
- Sárospatak és Sátoraljaújhely környéke Pesty Frigyes helynévtárában; szerk., bev., jegyz. Kováts Dániel; Kazinczy Múzeum, Sátoraljaújhely, 1998 (A sátoraljaújhelyi Kazinczy Ferenc Múzeum füzetei)
- Mizser Lajos: Ugocsa és Ung megye Pesty Frigyes 1864-66. évi helynévtárában; Stúdium, Nyíregyháza, 1999 (A Magyar Tudományos Akadémia Szabolcs-Szatmár-Bereg Megyei Tudományos Testületének közleményei)
- Nagy István, Ny.: Pesty Frigyes kéziratos helynévtára: történelmi Veszprém vármegye. Pápa, 2000
- Pesty Frigyes: Somogy vármegye helynévtára. A szöveget gondozta és a bevezetőt írta Gőzsy Zoltán és Polgár Tamás, közreműködött Vonyó Jánosné. Kaposvár, 2001
- Heves vármegye helynévtára; sajtó alá rend., tan., jegyz. Csiffáry Gergely; Heves Megyei Levéltár, Eger, 2005 (A Heves Megyei Levéltár forráskiadványai)
- Papp György–Rajsli Ilona: Bácskai helységek Pesty Frigyes 1864. évi kéziratos helynévtárában; Logos-print, Tóthfalu, 2006
- Pesty Frigyes helynévgyűjteménye 1864-1865 – Székelyföld és térsége I. Kovászna megye. 2012
- Pesty Frigyes: Baranya vármegye helynévtára, 1864-1865. A szöveget közreadja, gondozta és a bevezetőt írta Csibi Norbert, Gőzsy Zoltán, Máté Gábor. Pécs, 2019

### Anexă

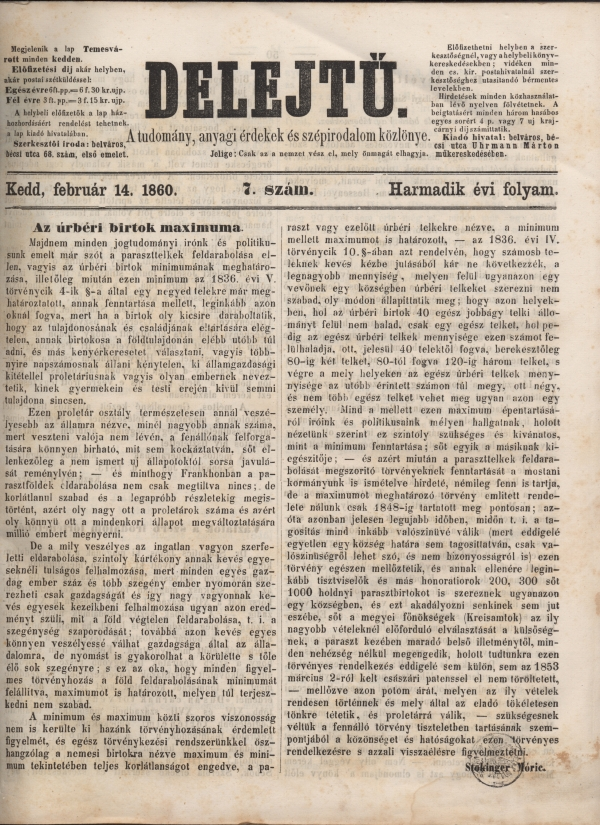
Delejtű (număr din 14 februarie 1860)
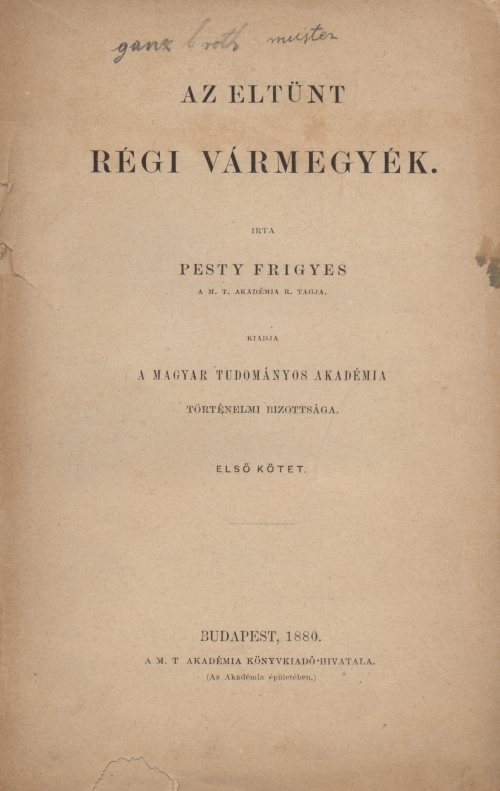
Az eltűnt régi vármegyék (în română: Vechile comitate dispărute) (Budapesta, 1880)
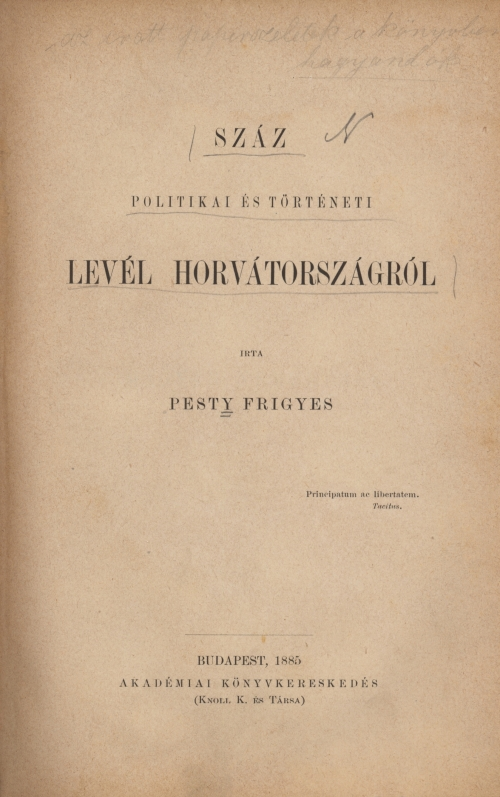
Száz levél Horvátországról (în română: O sută de scrisori din Croația) (Budapesta, 1885)
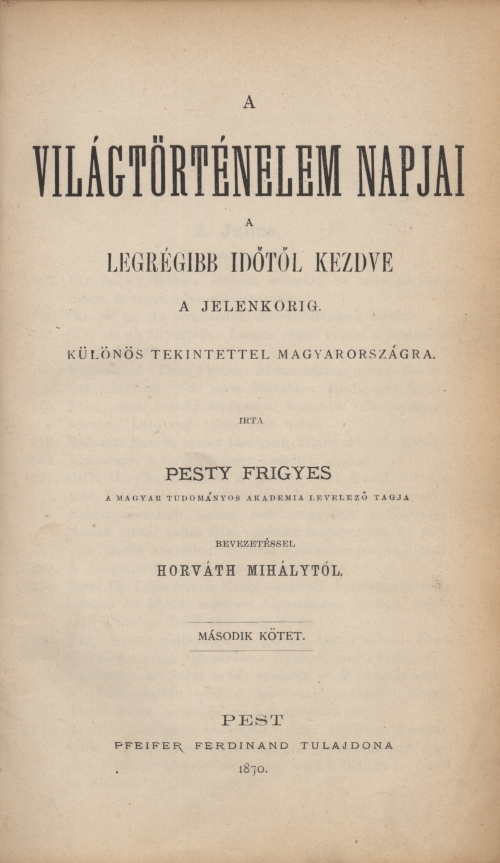
A világtörténelem napjai (în română: Zilele istoriei lumii) (Pesta, 1870)
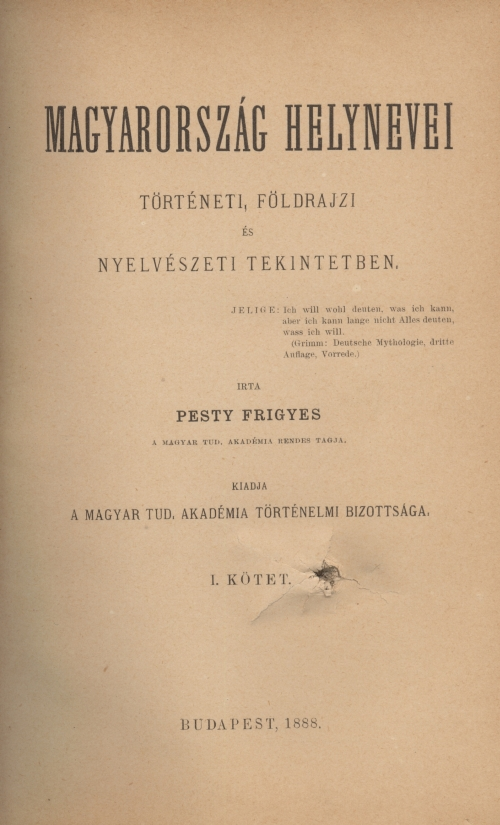
Magyarország helynevei (în română: Toponimia Ungariei) (Budapesta, 1888)